# The Cigarres
The Cigarres var ett svenskt skaband, bildat 1997 i Västerås. Bandet bildades av Sami Korhonen när denne lämnade punkbandet Bombshell Rocks.
Bandet skivdebuterade med EP:n Praise the Music, som utgavs på Burning Heart Records 1999. Bandet bestod då av nio stycken medlemmar: Atte Czernicki (trummor), Henrik Sjöstedt (bas), Sami Korhonen (gitarr), Christer Hermansson (sång, gitarr), Gustav Horneman (piano, orgel), Jonas Filling (saxofon), Erik Hartin (trumpet), Erik Johansson (trombon), Tobias Nowén (slagverk) och Benjamin Edh (slagverk).
EP:n följdes upp med albumdebuten Time Will Tell, som gavs ut 2000 på Burning Heart Records. Inför denna skiva hade Erik Johansson ersatts på trombon av Hjalmar Tuisku.
Under åren som följde bytte The Cigarres medlemmar och namn till Kings Music eftersom det alltmer frångick den ursprungliga genren Ska och istället började spela Roots Reggae. Kings Music spelade in ett fullängdsalbum men splittrades innan den släpptes.
The Cigarres återförenades för en spelning 22 december 2006.

## Medlemmar
Senaste medlemmar
- Atte Czernicki (trummor)
- Henrik Sjöstedt (bas)
- Sami Korhonen (gitarr)
- Christer Hermansson nu Hellkvist (sång, gitarr)
- Philip Neterowicz (piano, orgel)
- Karl Lund (trumpet)
- Karl Ottosson (saxofon)
- Hjalmar Tuisku (trombon)
- Tobias Nowén (slagverk)
- Benjamin Edh (slagverk)

Tidigare medlemmar
- Erik Johansson (trombon)
- Jonas Filling (saxofon)
- Gustav Horneman (piano, orgel)
- Erik Hartin (trumpet)

## Diskografi
Album
- 2000 - Time Will Tell

EP
- 1999 - Praise the Music

Medverkan på samlingsskivor
- 1999 - Scandinavian Dance Craze ("The Legend" och "Beautiful Day", Burning Heart Records)
- 2000 - Smash It Up! ("Biggest Reward", Burning Heart Records)
- 2000 - Cheap Shots Vol. 4 ("Praise the Music", Burning Heart Records)
- 2001 - Cheap Shots Vol. 5 ("The Rest Is Yet to Be Told", Burning Heart Records)
- 2001 - Global Ska ("Memories", Revelde Discos)